# Mazda 323 GTR
La Mazda 323 GTR è una versione sportiva della Mazda 323 basata sulla sesta serie (sigla BG) prodotta dal 1992 al 1994, evoluzione della precedente Mazda 323 GTX, e costituita in una serie limitata di circa 5.000 esemplari con lo scopo di essere omologata per gareggiare nel Campionato del Mondo Rally.

## Descrizione e contesto
Nata come ultima evoluzione sportiva della 323 basata pianale BG, la versione GTR si differenzia rispetto alla versione GTX da cui deriva sia a livello estetico (paraurti con presa d'aria più ampia e sfoghi sul cofano per migliorare il raffreddamento del motore) sia a livello meccanico (turbo e intercooler di maggiori dimensioni, elettronica rivista, sospensioni riviste, ruote da 15", freni di maggiori dimensioni) con l'obbiettivo di essere maggiormente competitiva nel Gruppo A.
Gli ingenti investimenti fatti sul (vittorioso) progetto 787B per correre a Le Mans nel 1991, insieme ad una serie di problemi finanziari che investirono Mazda (così come altri costruttori giapponesi) ad inizio anni '90, portarono la casa a chiudere la squadra ufficiale (Mazda Rally Team Europe) alla fine del 1992, terminando di fatto la carriera sportiva della 323 GTR nel Gruppo A ancor prima di cominciare.
Nonostante questa situazione sfavorevole, il Mazda Rally Team Italia continuò lo sviluppo della vettura da competizione arrivando a vincere il titolo mondiale Rally Gruppo N (PWRC) nel 1993 con l'equipaggio composto da Alessandro Fassina e Luigi Pirollo.
Delle vetture prodotte, trecento uscirono di fabbrica con un allestimento semplificato (non erano presenti ABS, tetto apribile, vetri e specchietti elettrici, chiusura centralizzata, cablaggio autoradio e altoparlanti) e rapportatura del cambio più corta per la preparazione dei veicoli da gara (analogamente a quello che fecero in seguito Mitsubishi con le Lancer Evolution RS e Subaru con le Impreza WRX STI type RA). Tale versione era denominata GTae e fu prodotta solamente per il mercato interno giapponese.

## Caratteristiche tecniche[1][5][6][7]
Il motore, dalla cilindrata di 1840 cm³ e dotato di distribuzione DOHC a 16 valvole (codice BPD), di base era lo stesso utilizzato anche sulla Mazda MX-5, ma in più gli fu montato un sistema di sovralimentazione mediante un turbocompressore IHI VJ23 su cuscinetti (prima auto di serie ad adottare questa soluzione) raffreddato a liquido con intercooler aria/aria. Sviluppa nella versione europea 185 CV a 6000 giri/min e 235 Nm di coppia a 4500 giri/min, che salivano a 210 CV e 250 Nm nella versione giapponese grazie a una gestione elettronica diversa e meno restrittiva (all'epoca la benzina utilizzata in Giappone aveva 100 ottani mentre in Europa aveva 95 ottani).
Il sistema di trazione integrale permanente è dotato di differenziale centrale viscoso a slittamento limitato, che permette una ripartizione della coppia tra gli assi anteriore-posteriore al 43%-57% in condizioni di massima aderenza e può arrivare fino a una ripartizione del 60%-40% in caso di perdita di aderenza.  Il differenziale posteriore è anch'esso di tipo LSD; il cambio è a 5 marce.
Le sospensioni sono a quattro ruote indipendenti con schema McPherson all'anteriore e schema TTL (Twin Trapezoidal Link) al posteriore; i freni sono dotati di dischi da 274 mm autoventilati all'anteriore e 280 mm pieni al posteriore.
Il gruppo ruota era composto da pneumatici 195/50 R15 82V e cerchi Enkei 15"x5,5 J.
Le scelte tecniche adottate, unite al corpo vettura compatto e leggero (in ordine di marcia pesava 1240 kg la versione GTR e 1190 kg la versione GTae), garantivano un'accelerazione da 0-100 km/h in 7,2 s e velocità massima di 218 km/h nonché una dinamica di guida in linea con quella delle altre "homologation special" dell'epoca nonostante il deficit di potenza e coppia rispetto alla concorrenza.

## Palmarès
- 1 PWRC (1993) con Alessandro Fassina e Luigi Pirollo